# Andrew Rayel
Andrew Rayel, pe numele real Andrei Rața (n. 21 iulie 1992) este un producător și DJ trance din Republica Moldova, care inițial a lansat muzica sa pe Armanda Music. Andrew a fondat propria casă de discuri „inHarmony Music" la 22 septembrie 2017. Piesele lui Andrew sunt frecvent mixate de DJ și producători din întreaga lume, printre care Armin van Buuren, Tiesto, W&W, Dash Berlin, Hardwell și mulți alții. 

## Biografie
Născut în Călărași. Andrei a început să frecventeze orele de muzică de la vârsta de 13 ani, fiind ghidat de părinții săi. În perioada studiilor a înțeles că muzica pentru el reprezintă ceva mai mult decât un hobby. 
„Este modul prin care eu pot să-mi exprim ideile, emoțiile și viziunile. Atunci am hotărât să încep ceva de la zero și să creez. Mi-au trebuit mai mulți ani ca să-mi reușească ceva cu adevărat”
, declară Andrei.
Primul album de studio al lui Andrew Rayel, "Find Your Harmony", a fost lansat la 30 mai 2014. Cel de-al doilea album al lui Rayel, "Moments", a fost lansat în mai 2017. Acest album a fost susținut de un turneu solo "Moments Tour", care a constat în concerte desfășurate în întreaga SUA / America de Nord, Europa și Asia.
Andrew Rayel a evoluat alături de astfel de nume mari, cum ar fi: Armin van Buuren, Martin Garrix, Tiesto,  Dash Berlin , Above & Beyond, Ferry Corsten, 
În anul 2012, Rayel a fost clasat pe locul 77 în top 100 cei mai buni DJ din lume conform revistei DJ Magazine, în 2013, a accedat până la locul 28, câștigând titlul de „the best climber„ în clasament. Urcarea sa în top a continuat în 2014, fiind clasat pe locul # 24. În 2015 el a fost clasat pe locul # 40, 2016 - # 65 și 2017 - # 79.

## Discografie

### Albume
- - 2014, May Find Your Harmony
  - 2017, May Moments

### Compilations
- 2013 Mystery of Aether
- 2014, November Find Your Harmony 2015

### Single-uri
- - 2010 "Always In Your Dreams" (feat. Flaya)
  - 2011 "Aether"
  - 2011 "Opera"
  - 2011 "Drapchi / Deflageration"
  - 2011 "550 Senta / Believe"
  - 2011 "We Never Come Back"
  - 2011 "Globalization"
  - 2012 "Aeon of Revenge / Source Code"
  - 2012 "How Do I Know" (feat. Jano)
  - 2012 "Coriolis / Exponential"
  - 2013 "Musa / Zeus"
  - 2013 "Sacramentum" (with Bobina)
  - 2013 "Until the End" (with Jwaydan)
  - 2013 "Dark Warrior"
  - 2014 "EIFORYA" (with Armin van Buuren)
  - 2014 "Goodbye" (feat. Alexandra Badoi)
  - 2014 "Power of Elements" (Trancefusion 2014 Anthem)
  - 2014 "One In A Million" (feat. Jonathan Mendelsohn)
  - 2014 "Followed By Darkness"
  - 2015 "Impulse"
  - 2015 "Miracles" (feat. Christian Burns)
  - 2015 "We Bring The Love" (feat. Sylvia Tosun)
  - 2015 "Daylight" (feat. Jonny Rose)
  - 2015 "Mimesis" (with Alexander Popov)
  - 2015 "Chased" (with Mark Sixma)
  - 2016 "Winterburn" (with Digital X feat. Sylvia Tosun)
  - 2016 "Once In a Lifetime Love" (feat. Kristina Antuna)
  - 2016 "Epiphany"
  - 2016 "All Systems Down" (with KhoMha)
  - 2016 "Take It All" (with Jochen Miller feat. Hansen Tomas)
  - 2017 "I'll Be There" (feat. Eric Lumiere)
  - 2017 "My Reflection" (feat. Emma Hewitt)
  - 2017 "Lighthouse" (feat. Christina Novelli)
  - 2017 "Heavy Love" (with Max Vangeli feat. Kye Sones)
  - 2017 "Home" (feat. Jonathan Mendelsohn)
  - 2017 "Mass Effect"
  - 2017 "Soul On The Run" (With Bogdan Vix and KeyPlayer feat. Roxana Constantin)
  - 2018 "Horizon" (feat. Lola Blanc)
  - 2018 "Trance Reborn" (with David Gravell)